# Negociação coletiva de dívidas
O conceito de negociação coletiva de dívidas é derivado das Compras coletivas, que diz que a melhor tática para alcançar o menor preço possível é agrupar pessoas com interesse em um mesmo produto ou estabelecimento. A negociação coletiva dívidas utiliza este mesmo princípio para ajudar devedores a negociar com seu credor.
Um site de negociação coletiva de dívidas tem como função negociar com as empresas credoras os maiores descontos e a melhor de condição de pagamento para as dívidas de seus usuários.

## Como Funciona?
É difícil unir pessoas que devem para uma mesma empresa, pois as pessoas não saem divulgando quando estão devendo. Para resolver isto e gerar oportunidades para quem está devendo, empresas de negociação coletiva criam um ambiente discreto e seguro onde as pessoas informam que devem para uma empresa e autorizam a negociar suas dívidas .
As empresas de negociação coletiva agrupam as dívidas de seus usuários e, após chegar a um valor econômico interessante, procuram a empresa credora para saber quais as condições de pagamento. As propostas são enviadas para os usuários (ou advogados) que podem aceitá-las ou fazer contrapropostas até chegar a um valor que seja bom para ambas as partes .
Para facilitar e obter maior resultado na negociação da sua dívida, indique a amigos!

## Mercado
Algumas empresas começaram a utilizar este conceito para dar voz e alavancar o poder consumidor, oferecendo propostas com condições de pagamento mais atraentes através de feirões . O Procon possui um projeto para ajudar consumidores .
Atualmente empresas de Internet têm trabalhado com esse conceito, aproximando as pessoas através das redes sociais. A empresa organiza agrupa devedores e procura a empresa credora quando atingir um montante mínimo de dívidas para negociar.